# HD 191372
HD 191372，又名BD+67 1226，SAO 18699、HR 7704，是一颗恒星，视星等为6.28，位于銀經100.94，銀緯18.54，其B1900.0坐标为赤經20h 4m 27.6s，赤緯+67° 18.54′ 21″。